# Groene vleermuisparkiet
De groene vleermuisparkiet (Loriculus exilis) is een vogel uit de familie Psittaculidae (papegaaien van de Oude Wereld). 

## Verspreiding en leefgebied
Deze soort is endemisch op Sulawesi en Buton.  Het is een vogel van mangrovebos, laagland regenwoud en hellingbossen tot op 1200 m boven zeeniveau. De vogel is betrekkelijk zeldzaam en is lastig met zekerheid te determineren.

## Kenmerken
De vogel is 10 tot 11 cm lang, het is de kleinste vleermuisparkiet. De vogel is overwegend groen, van onder lichter, meer geelachtig. De snavel is rood, de poten zijn oranje en er is een kleine rode vlek op de keel. De stuit en de bovenstaartdekveren zijn rood.

## Status
De grootte van de populatie is niet gekwantificeerd; de populatie-aantallen nemen waarschijnlijk af door ontbossing. Aangenomen wordt dat de vogel minder zeldzaam is dan het lijkt omdat het heel moeilijk is om de vogel te identificeren. Daarom staat deze soort toch als niet bedreigd op de Rode Lijst van de IUCN. Er gelden verder beperkingen voor de handel in deze parkiet, want de soort staat in de Bijlage II van het CITES-verdrag.